# Sean Chapman
Pour les articles homonymes, voir Chapman.
Sean Chapman, né le 2 juin 1961, est un acteur anglais.
Il est surtout connu pour avoir joué Frank Cotton dans Hellraiser:le pacte et Hellraiser 2. Il est aussi connu pour avoir prêté sa voix au personnage Sgt.Michael Syke dans Crysis en 2007 et dans Crysis Warhead en 2008, deux jeux vidéo conçus uniquement pour PC.

## Biographie
Né à Greenwich, à Londres en 1961, il a été abandonné par son père quand il n'était encore qu'un enfant et a été élevé par sa mère. Il admet qu'il n'était pas particulièrement attentif à l'école, sauf pour l'anglais et l'art dramatique et, à l'âge de 14 ans, il a intégré une école de théâtre, où il a acquis une première expérience en cinéma  et télévision. À l'âge de 17 ans, il a rencontré le réalisateur Alan Clarke, qui le fait jouer dans son film qui parle de Borstal life, Scum. Il a depuis joué une variété de rôles dans le théâtre britannique et dans le cinéma britannique et européen.

## Filmographie
- Passion Flower Hôtel (1978) - Rodney
- Scum (1979) - James
- K-9 and Company épisode « A Girl's Best Friend » (1981) - Peter Tracey
- Party Party (1983) - Sam Diggins
- Transmutations (1985) - Buchanan
- Eat the Rich (1987) - Mark
- Le Quatrième Protocole (1987) - Le capitaine de Lyndhurst
- Hellraiser:le pacte (1987) - Frank Cotton / Frank Le Monster (voix) (UK version) (non crédité)
- Hellraiser 2 (1988) - Frank Cotton / Frank Le Monster (voix) / sans peau Frank (voix)
- For Queen and Country (1989) - Bob Harper
- Tangier Cop (1997) - Arthur Smith
- The Sea Change (1998) - Rupert
- Gangster No. 1 (2000) - Cop Bent
- Joy Division (2006 film) (2006)-Harris
- A Mighty Heart (film) (2007) États-Unis Journaliste
- Vivid (2009) (post-production)-Le sergent-détective